# Cucullia pyrethri
Cucullia pyrethri är en fjärilsart som beskrevs av Herrich-Schäffer 1845. Cucullia pyrethri ingår i släktet Cucullia och familjen nattflyn. Inga underarter finns listade i Catalogue of Life.

## Bildgalleri

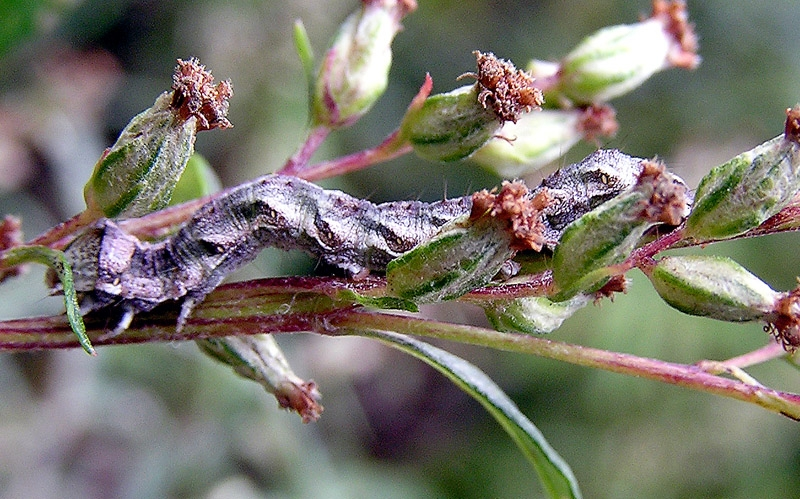
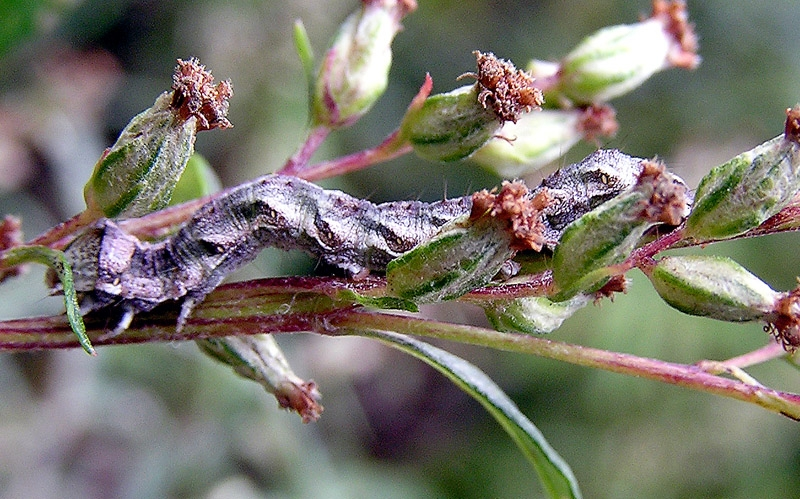